# 13930 Ташко
 (13930) Ташко  (на английски: Tashko) е астероид от главния астероиден пояс.
Открит е от Виолета Иванова в Националната астрономическа обсерватория на връх Рожен (в Родопите) на 12 септември 1988 г.
Носи името на Ташко Вълчев, астроном в Националната астрономическа обсерватория, който загива трагично преди защитата на своята докторска дисертация.